# Comando de las Fuerzas de la Flota de los Estados Unidos

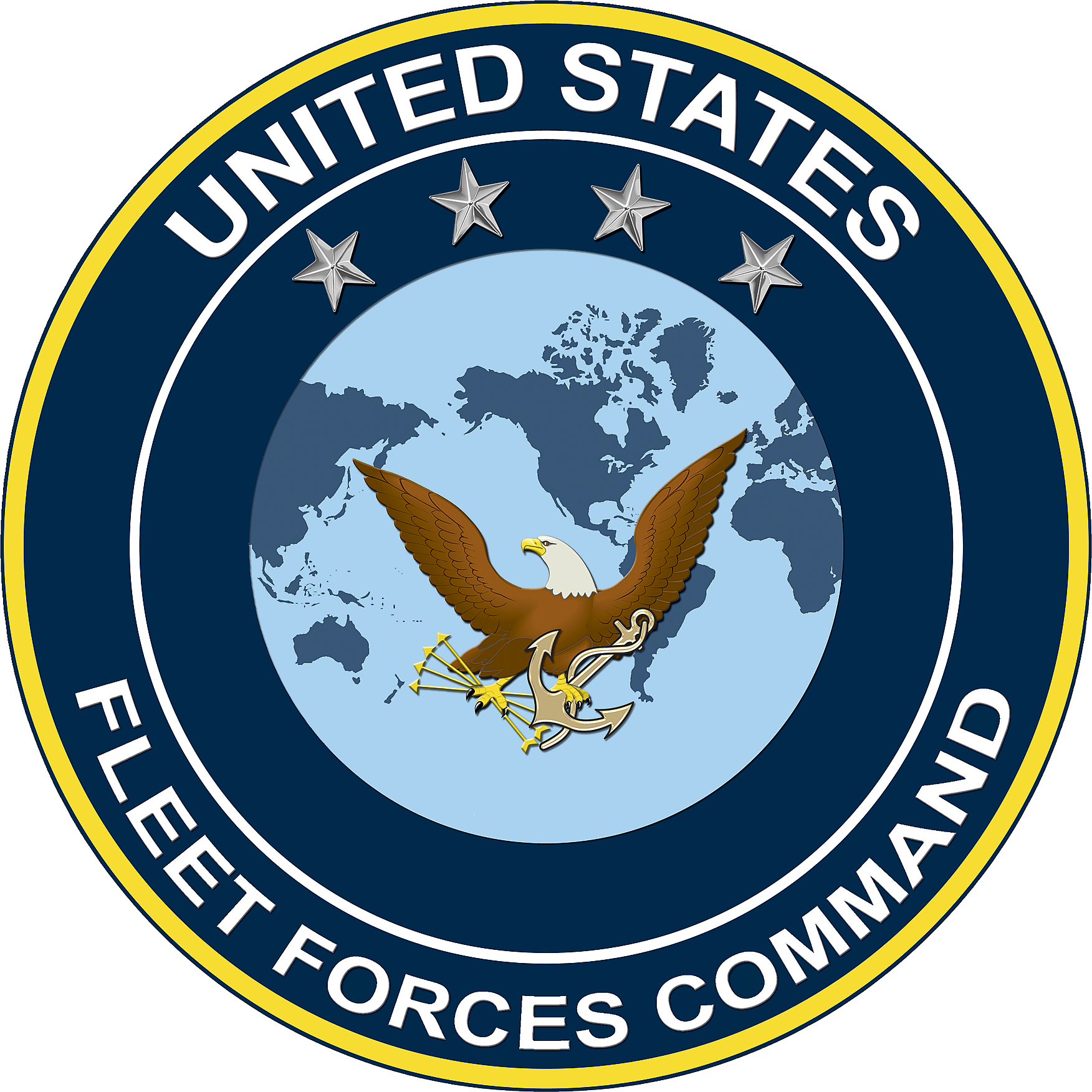

La United States Fleet Forces Command (USFF), denominada United States Atlantic Fleet (en español: Flota del Atlántico de los Estados Unidos) hasta 2006, es un mando de la Armada de los Estados Unidos. Su asiento es la base naval de Norfolk (Virginia). Su comandante es el almirante Daryl Caudle.

## Historia
Creada en 1906 como United States Atlantic Fleet, mantuvo esta denominación de 1906 a 1923. De 1923 a 1941, fue denominada Scouting Force. De 1941 a 2006, fue U.S. Atlantic Fleet. Desde 2006, es United States Fleet Forces Command.

## Organización
- Naval Air Force Atlantic (AIRLANT)
- Naval Surface Force Atlantic (SURFLANT)
- Submarine Force Atlantic (SUBLANT)
- Navy Expeditionary Force Command (NECC)
- Navy Munitions Command Atlantic (MMCLANT)